# Maison des Vertus cardinales
La maison des Vertus cardinales est une maison située à Saint-Menoux, en France.

## Localisation
La maison est située sur la commune de Saint-Menoux, dans le département français de l'Allier.

## Historique
L'édifice est inscrit au titre des monuments historiques en 2000.